# 玉水嘉一

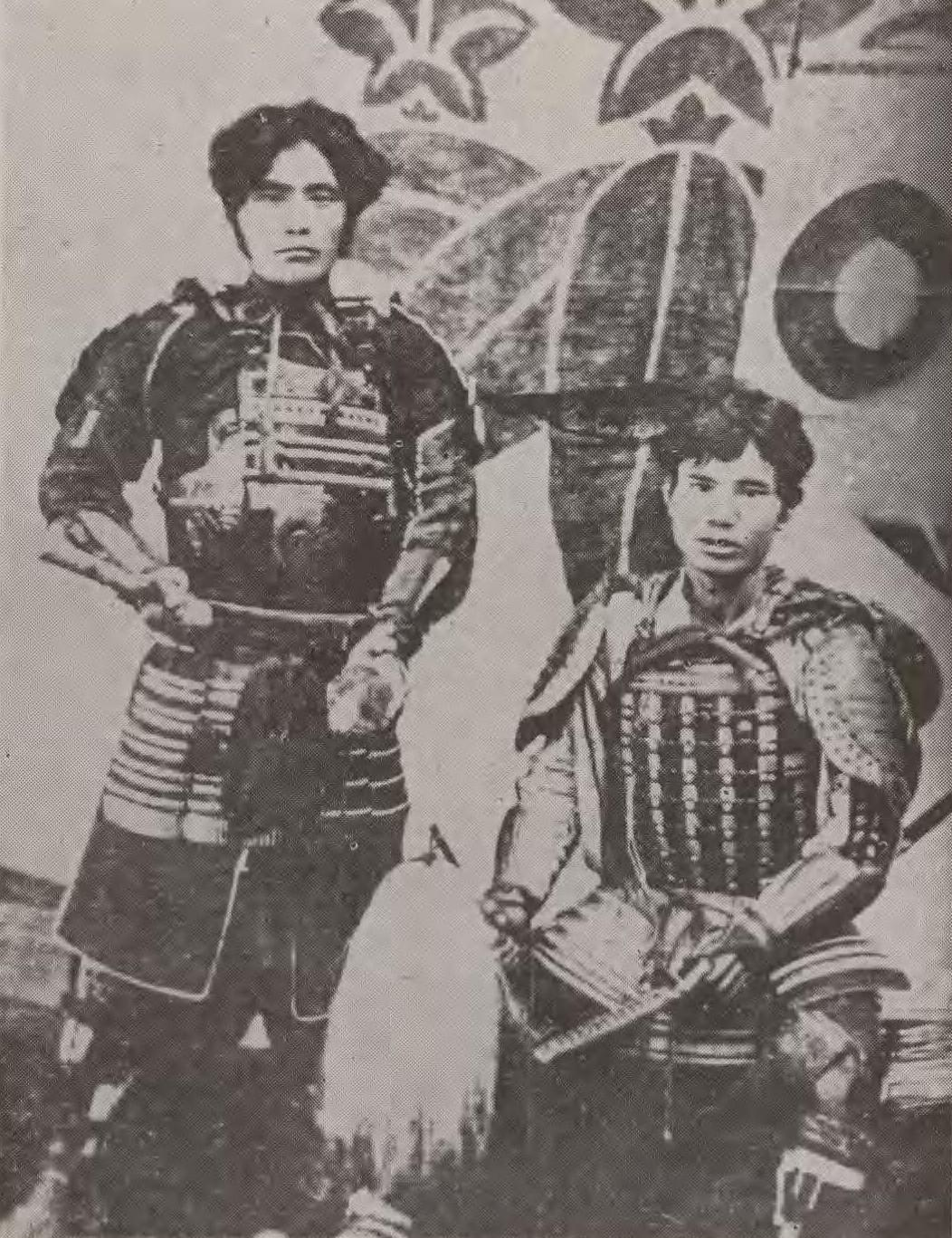
玉水嘉一（左）と富松正安（右）

玉水 嘉一（たまみず かいち、1859年〈安政6年〉- 1949年〈昭和24年〉）は明治期の自由民権運動家。加波山事件首謀者の一人。常陸国下館藩（現・茨城県筑西市下館地区）出身。別名は山本幸蔵（やまもと こうぞう）。号は切巌山人（せつがんさんじん）。

## 概略
- 1859年（安政6年） - 常陸国下館藩士の家に生まれる。
- 1884年（明治17年） - 加波山事件を起こし逮捕される。
  - 服役を終えた後は郷里の下館に戻り、剣道塾を開設する。
- 1905年（明治38年） - この年に刊行された『東陲民権史』の資料収集の中心的役割を務める。
- 1949年（昭和24年） - 没。享年91。

## エピソード
- 1886年（明治19年）の7月、加波山事件に参加し逮捕され小菅集治監に投獄されていた際、獄中で伝習隊の秋月登之助と出会ったという。これが事実ならば秋月の墓碑に刻まれている没年月日（1885年（明治18年）1月6日）よりも1年以上後も秋月が生存していたこととなり、墓碑の没年月日は誤りであるということになる。